# 杰克·艾伯森
哈罗德·艾伯森（英語：Harold Albertson，1907年6月16日—1981年11月25日），业界称其为杰克·艾伯森（英語：Jack Albertson）是一名美国男演员、喜剧演员、舞蹈家和歌手，还表演过滑稽喜剧。。艾伯森曾获奥斯卡最佳男配角奖，黄金时段艾美奖喜剧类影集最佳男主角和托尼奖，是仅有的24位实现表演奖大满贯的演员之一。